# Карловацкая операция
Карловацкая операция (сербохорв. Карловачка операција / Karlovačka operacija) — наступательная операция НОАЮ против немецких и усташско-домобранских войск во время Второй мировой войны. Проводилась с 30 апреля по 7 мая 1945 года войсками Карловацкой оперативной группы дивизий 2-й армии с целью освобождения города Карловац. Завершилась освобождением Карловаца, в результате чего группа армий «Е» утратила последний сильный узел обороны, защищавший Загреб с южного направления.

## План операции
Директива Верховного главнокомандующего ЮА маршала Иосипа Броза Тито от 22 апреля 1945 года ставила перед югославской 2-й армией задачу продолжения «энергичного продвижения в общем направлении на Карловац — Ново-Место и далее на северо-запад» с целью разгрома сил противника в районе нижнего течения реки Уна, вдоль правого берега реки Сава и в районе Карловаца.
2-я армия, в состав которой вошли 3-я, 4-я, 10-я и 39-я дивизии из 2-го и 5-го корпусов, а также 34-я дивизия из 4-го корпуса, достигла к 24 апреля рубежа реки Уна и города Карловац. Для обеспечения эффективного командования силами армии, которым предстояло действовать на расходящихся направлениях, были образованы две оперативные группы дивизий:
— Унская оперативная группа — 23-я, 28-я, 39-я и 45-я дивизии, для форсирования реки Уна и наступления в направлении Загреба;
— Карловацкая оперативная группа — 3-я, 4-я, 10-я и 34-я дивизии, для овладения городом Карловац. Общая численность — около 25000 человек.
Согласно оперативному замыслу штаба 2-й армии, Унская оперативна группа дивизий после ликвидации немецких опорных пунктов на реке Уна должна была развивать наступление территорией Турополья, пресечь немецкую линию коммуникации Загреб — Карловац и нанести удар по Карловацкой группировке немцев с северо-востока, одновременно обеспечивая прикрытие со стороны Загреба. Карловацкой оперативной группе надлежало выйти на линию Тоунь — Огулин — Врбовско и взять Карловац. К выполнению этой задачи Карловацкая оперативная группа должна была приступить незамедлительно, независимо от развития событий на направлении боевых действий Унской группы.

## Ход операции
Карловац обороняли немецко-хорватские войска 91-го армейского корпуса в составе 104-й егерской дивизии, 2-го и 4-го полицейских полков, 1-го батальона 20-го егерского полка (нем. Reserve-Jäger-Regiment 20), 96-го десантного сапёрного батальона и подразделений 13-й усташско-домобранской дивизии, общей численностью около 15000 человек.
30 апреля 4-я дивизия атаковала и потеснила части 104-й егерской дивизии в секторе между реками Мрежница и Koрaна. 1 мая перешли в общее наступление и другие части Карловацкой оперативной группы. За два дня боёв, преодолевая сопротивление противника на последовательно подготовленных позициях между реками Добра и Корана, югославские дивизии продвинулись до линии Броджани — Ладвеняк — Дуга-Реса — Новиград-на-Добри — Нетретич. Ночью со 2-го на 3-е мая югославы продолжили атаки по всему фронту и после ожесточённой борьбы овладели линией немецкой обороны. В конце дня 34-я и 10-я дивизии обошли Карловац с флангов. На востоке, возле села Броджани, 10-я дивизия форсировала реку Купа и образовала плацдарм. На западе и севере 34-я дивизия пробилась к реке Купа к северу от устья реки Добра, атаковала и к утру следующего дня взяла населённый пункт Озаль. Тем временем 4-я дивизия продолжала вести ожесточённые бои и только ночью 5 мая, после нескольких атак, выбила неприятеля с линии Турянска-Брда — Виница — Мрежница — Карловац.
В ночь с 5 на 6 мая 4-я дивизия вместе с частями 3-й и 10-й дивизий начали штурм Карловаца. К утру противник в тяжёлых уличных боях отступил в северную часть города. Чтобы обеспечить организованное отступление своих войск к Загребу и Самобору, немцы держали оборону линии коммуникации Карловац — Загреб, отбиваясь от атак 10-й и 34-й дивизий с востока и запада. Особенно упорно немецкие части обороняли плацдарм на правом берегу Купы, прикрывающий пути отхода из Карловаца. Вечером 6 мая, действуя на направлении Вукомеричке-Горице — Самоборска-Гора, 23-я Сербская дивизия из состава Унской оперативной группы, стремясь пресечь линию коммуникации Загреб — Карловац, атаковала немцев близ населённого пункта Клинча-Села и фактически поставила под угрозу окружения Карловацкую группировку немцев. В ночь с 6 на 7 мая немецкие части поспешно отступили из района Карловаца, предварительно отбросив 10-ю и 34-ю дивизии с линии коммуникации Карловац — Самобор. В то же время обороняющиеся в северной части города подразделения немцев были уничтожены и Карловац освобождён. 7 мая ожесточённые бои продолжались на участке между Клинча-Села и рекой Купа. Этим успешно завершилась Карловацкая операция.

## Потери сторон
Потери немецких и усташско-домобранских войск составили около 3640 погибших и около 420 пленных. Общие потери Карловацкой оперативной группы составили 2269 человек, в том числе 531 погибший, 1670 раненых и 67 пропавших без вести.

## Результаты
Взятие Карловаца позволило югославской 2-й армии приступить к преследованию отступающих немецких и усташско-домобранских войск к западу от Загреба в направлении населённых пунктов Целе и Крань.